# Лас-Вильуэркас
Лас-Вильуэркас (исп. Las Villuercas) — район (комарка) в Испании, входит в провинцию Касерес в составе автономного сообщества Эстремадура.
Комарка (район) названа в честь Ла Вильерки, самая высокой вершины в комарке Монтес-де-Толедо, древнего названия, которое было задокументировано ещё в 1353 году.
Комарка находится между реками Тахо и Гвадиана на водоразделе их бассейнов. На территории комарки частично расположен горный хребет Сьерра-де-Вильеркас, входящий в Толедские горы. География типична для Кастильского плоскогорья в Испании. Рельеф характеризуется последовательностью чередующихся почти параллельных гребней и впадин, идущих в направлении с северо-запада на юго-восток. Имеются выходы кварцита, которые образуют высокие хребты большой твердости.
В регионе находится зона высокогорий с лиственными лесами (каштановые леса, горные дубы и дубы), на средней высоте произрастает дуб пробковый, дуб каменный. Также встречается можжевельник, сосна, ладанник и вереск. В ущельях произрастают ольховые галерейные леса, лавровишня португальская, облепиха, лещина, остролист, бузина, терновник, ясень, тополь, ива, папоротник, боярышник, иглица, жимолость и другие.
Фауна включает оленей, кабанов, редко встречается пиренейская рысь. В комарке объявлена зона особой защиты птиц, поскольку она является одновременно средой обитания и путём миграции для различных видов птиц, местом временного проживания и остановки во время перелётов.
Территория комарки включена в состав глобального геопарка ЮНЕСКО Вильуэркас-Иборес-Хара.
Среднегодовая температура составляет в регионе составляет около 16˚C. Годовые колебания температуры составляют 20˚С. Микроклимат в сравнении со средним по региону довольно дождливый. Количество осадков составляет около 750 мм в год, большая часть из которых выпадает зимой.
В комарке проживает около 10 000 жителей, что делает комарку одной из самых малонаселённых в Испании. Регион характеризуется высокими показателями старения и депопуляции.
Административным центром является город Гвадалупе, в котором находится монастырь Санта-Мария-де-Гуадалупе, внесенный в список Всемирного наследия ЮНЕСКО. Крупнейший город — Логросан.
В комарке находится наибольшее количество наскальных рисунков во всей Эстремадуре, а также многочисленные археологические находки и остатки различных культур.

## Муниципалитеты
В состав комарки входят следующие муниципалитеты:
1. Алиа (Касерес)
2. Берсокана
3. Кабаньяс-дель-Кастильо
4. Калера,-Ла
5. Каньямеро
6. Гвадалупе (Касерес)
7. Логросан
8. Навесуэлас
9. Ретамоса
10. Ротурас
11. Солана